# Artère nourricière
Une artère nourricière est une artère qui vascularise particulièrement un organe, associée à une ou deux veines nourricières.
Ce terme désigne en général l'artère nourricière d'un os.

## Description
L'artère nourricière pénètre dans l'os par un foramen nourricier et atteint la cavité médullaire par le canal nourricier associé.
Dans la cavité médullaire, elle envoie des branches vers le haut et vers le bas qui se ramifient dans l'endoste, la membrane vasculaire tapissant la cavité médullaire.